# 克里斯蒂安·亨利·弗里德里希·彼得斯
| 小行星72  | 1861年5月29日  |
| 小行星75  | 1862年9月22日  |
| 小行星77  | 1862年11月12日 |
| 小行星85  | 1865年9月19日  |
| 小行星88  | 1866年6月15日  |
| 小行星92  | 1867年7月7日   |
| 小行星98  | 1868年4月18日  |
| 小行星102 | 1868年8月22日  |
| 小行星109 | 1869年10月9日  |
| 小行星111 | 1870年8月14日  |
| 小行星112 | 1870年9月19日  |
| 小行星114 | 1871年7月23日  |
| 小行星116 | 1871年9月8日   |
| 小行星122 | 1872年7月31日  |
| 小行星123 | 1872年7月31日  |
| 小行星124 | 1872年8月23日  |
| 小行星129 | 1873年2月5日   |
| 小行星130 | 1873年2月17日  |
| 小行星131 | 1873年5月24日  |
| 小行星135 | 1874年2月18日  |
| 小行星144 | 1875年6月3日   |
| 小行星145 | 1875年6月3日   |
| 小行星160 | 1876年2月20日  |
| 小行星165 | 1876年8月9日   |
| 小行星166 | 1876年8月15日  |
| 小行星167 | 1876年8月28日  |
| 小行星176 | 1877年10月14日 |
| 小行星185 | 1878年3月1日   |
| 小行星188 | 1878年6月18日  |
| 小行星189 | 1878年9月9日   |
| 小行星190 | 1878年9月22日  |
| 小行星191 | 1878年9月30日  |
| 小行星194 | 1879年3月21日  |
| 小行星196 | 1879年5月14日  |
| 小行星199 | 1879年7月9日   |
| 小行星200 | 1879年7月27日  |
| 小行星202 | 1879年9月11日  |
| 小行星203 | 1879年9月25日  |
| 小行星206 | 1879年10月13日 |
| 小行星209 | 1879年10月22日 |
| 小行星213 | 1880年2月16日  |
| 小行星234 | 1883年8月12日  |
| 小行星249 | 1885年8月16日  |
| 小行星259 | 1886年6月28日  |
| 小行星261 | 1886年10月31日 |
| 小行星264 | 1886年12月22日 |
| 小行星270 | 1887年10月8日  |
| 小行星287 | 1889年8月25日  |

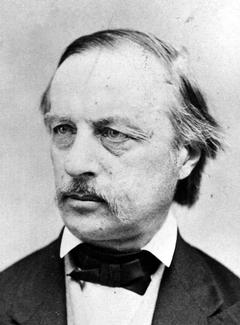
克里斯蒂安·亨利·弗里德里希·彼得斯

基士揚·亨利·弗里德里希·彼得斯（Christian Heinrich Friedrich Peters，1813年9月19日-1890年7月18日）是一名美籍德國天文學家，並是首批發現小行星的人。
他出生於丹麥什列斯威-霍爾斯坦的科爾登比特爾（後來成爲德國一部份），曾經向高斯求學。他懂得多種語言，並有一段時間住在意大利和土耳其，不久後在1854年才移居美國。